# NAMM Show

Logo der NAMM Show

Die NAMM Show ist weltweit eine der größten Messen der Musikindustrie. Im Umfang vergleichbar war lediglich die Musikmesse in Frankfurt am Main. Die NAMM findet gewöhnlich zwei Mal im Jahr statt: Die Winter NAMM im Januar in Anaheim, Kalifornien, die Summer NAMM im Sommer in Nashville, Tennessee.

## Messe
Die NAMM Show ist nicht öffentlich zugänglich, Zutritt haben nur Fachpublikum und geladene Gäste.
Jedes Jahr werden tausende neuer Produkte auf der Messe vorgestellt, so dass eine große Medienpräsenz zu verzeichnen ist. Einige Medien haben sogar eigene Publikationen, die sich nur auf der Messe erwerben lassen.
Das Anaheim Convention Center, in dem die Messe stattfindet, ist eines der größten Messezentren der Welt. Die NAMM füllt seit dem Jahr 2007 den kompletten verfügbaren Ausstellungsraum. Trotz der strengen Regeln für Schallemissionen beträgt der Lautstärkepegel oft über 85 dBA allein durch die Hintergrundgeräusche.
Es gibt neben der im Januar stattfindenden Messe auch noch eine weitere Show im Sommer, die in Nashville, Tennessee, abgehalten wird. Diese etwa zwei Drittel kleinere Veranstaltung zielt vor allem auf Networking in der Branche ab.

## Geschichte
Die NAMM wurde bereits 1901 gegründet und entwickelte sich von einem nationalen Einzelhandelsverband zu einem internationalen Verband, zu dessen Mitgliedern Großhändler, Hersteller und weitere Unternehmen gehören. Das Akronym NAMM stand ursprünglich für National Association of Music Merchants. In der Zwischenzeit sind nicht nur Musikalienhändler beteiligt, sondern auch Hersteller und Affiliates, daher wird der ausgeschriebene Name nicht weiter genutzt.
Die Show des Jahres 2008 war nach Angaben der Veranstalter mit etwa 1.560 Ausstellern und 88.100 Besuchern aus aller Welt seinerzeit ein neuer Rekord.
2019 wurden 115.000 Teilnehmer aus 139 Ländern registriert.
Im September 2021 gab der Veranstalter, die National Association of Music Merchants (NAMM), die Absage der Winter-NAMM-Show und der Sommer-NAMM-Show im Jahr 2022 aufgrund der Coronapandemie bekannt und kündigte stattdessen eine einzige NAMM-Show in Anaheim, Kalifornien, im Anaheim Convention Center für den Zeitraum vom 3. bis 5. Juni 2022 an.